# Escalaplano
Escalaplano település Olaszországban, Szardínia régióban, Cagliari megyében. Lakosainak száma 2064 fő (2023. január 1.). Escalaplano Esterzili, Orroli, Seui, Villaputzu, Ballao, Goni és Perdasdefogu községekkel határos.

## Népesség
A település lakossága az elmúlt években az alábbi módon változott:
| Lakosok száma | 2198 | 2154 | 2064 |
|               | 2017 | 2018 | 2023 |